# منارک (زمین‌شناسی)
منارک یا پیناکل (انگلیسی: Pinnacle) که ستون سنگی و ستون مخروطی نیز نامیده می‌شود، در زمین‌شناسی به ستون‌های سنگی منفرد و معمولاً نوک‌تیزی گفته می‌شود که از دیگر سنگ‌ها یا گروه‌های سنگی جدا قرار گرفت و به صورت عمودی ایستاده‌اند.
نمونه‌هایی از این پدیده در توده‌کوه مون‌بلان در فرانسه و کوه‌های دولومیت (رشته‌کوه) دیده می‌شود.

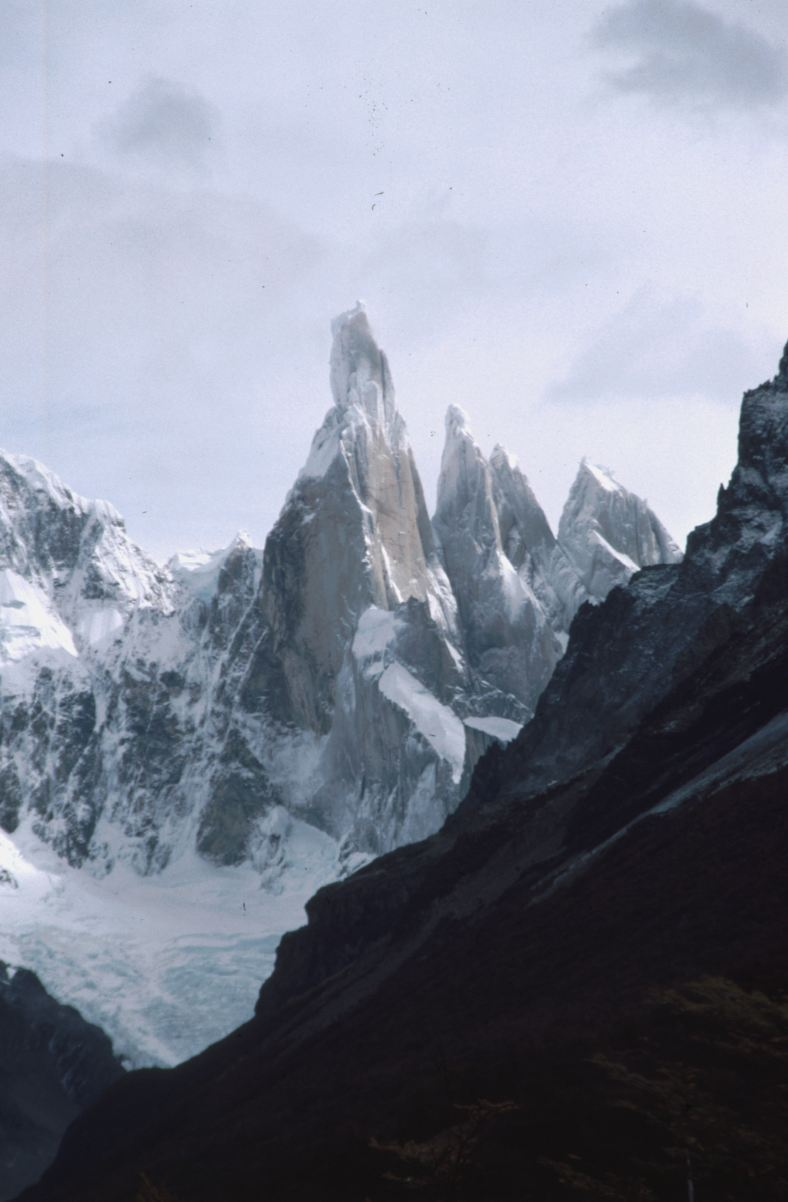
Cerro Torre ۳٬۱۳۳متر (دامنه شمالی ~۲٬۱۵۰ متر), پاتاگونیا،  آرژانتین/شیلی
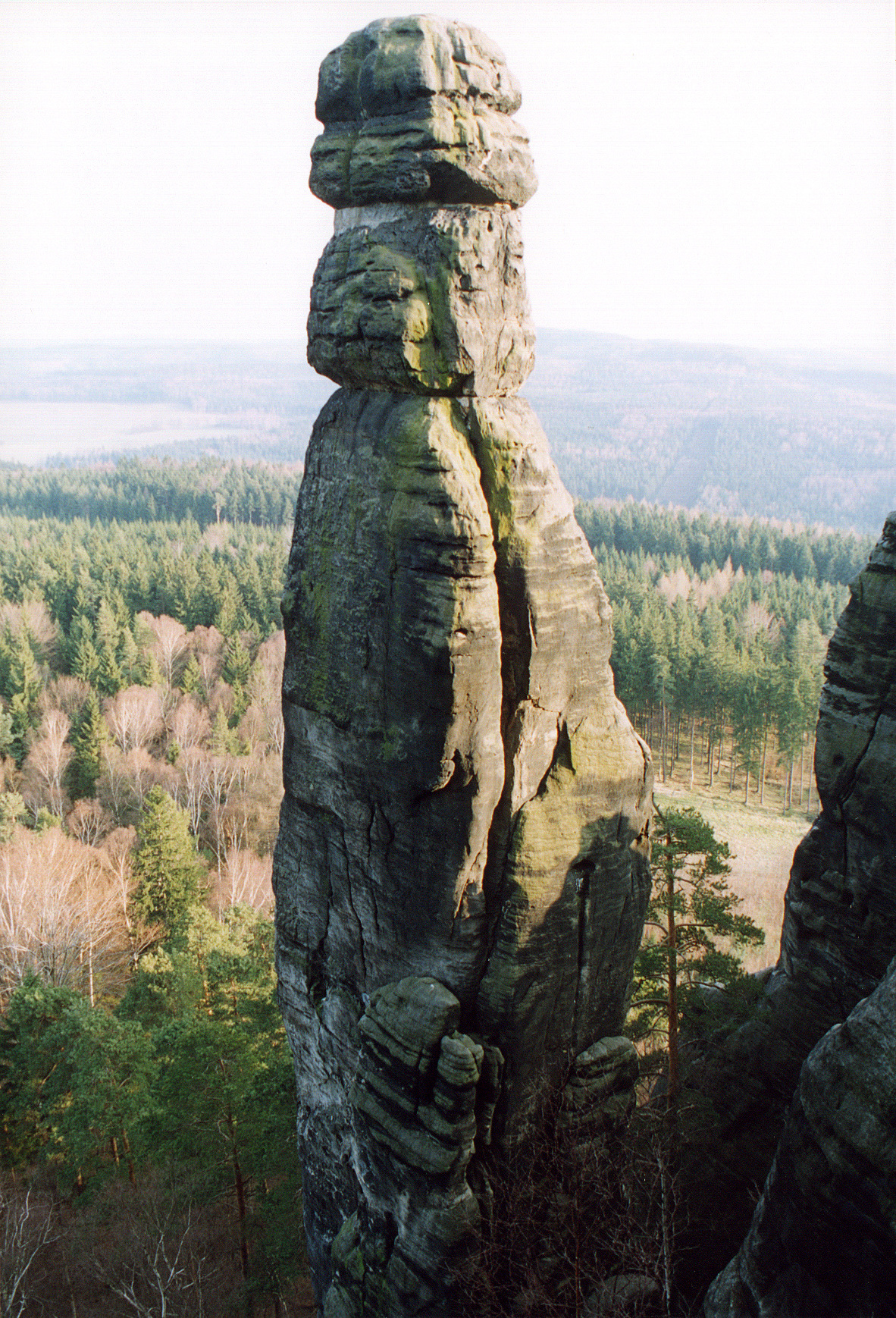
Barbarine (۴۳ متر ارتفاع), Saxon Switzerland, آلمان
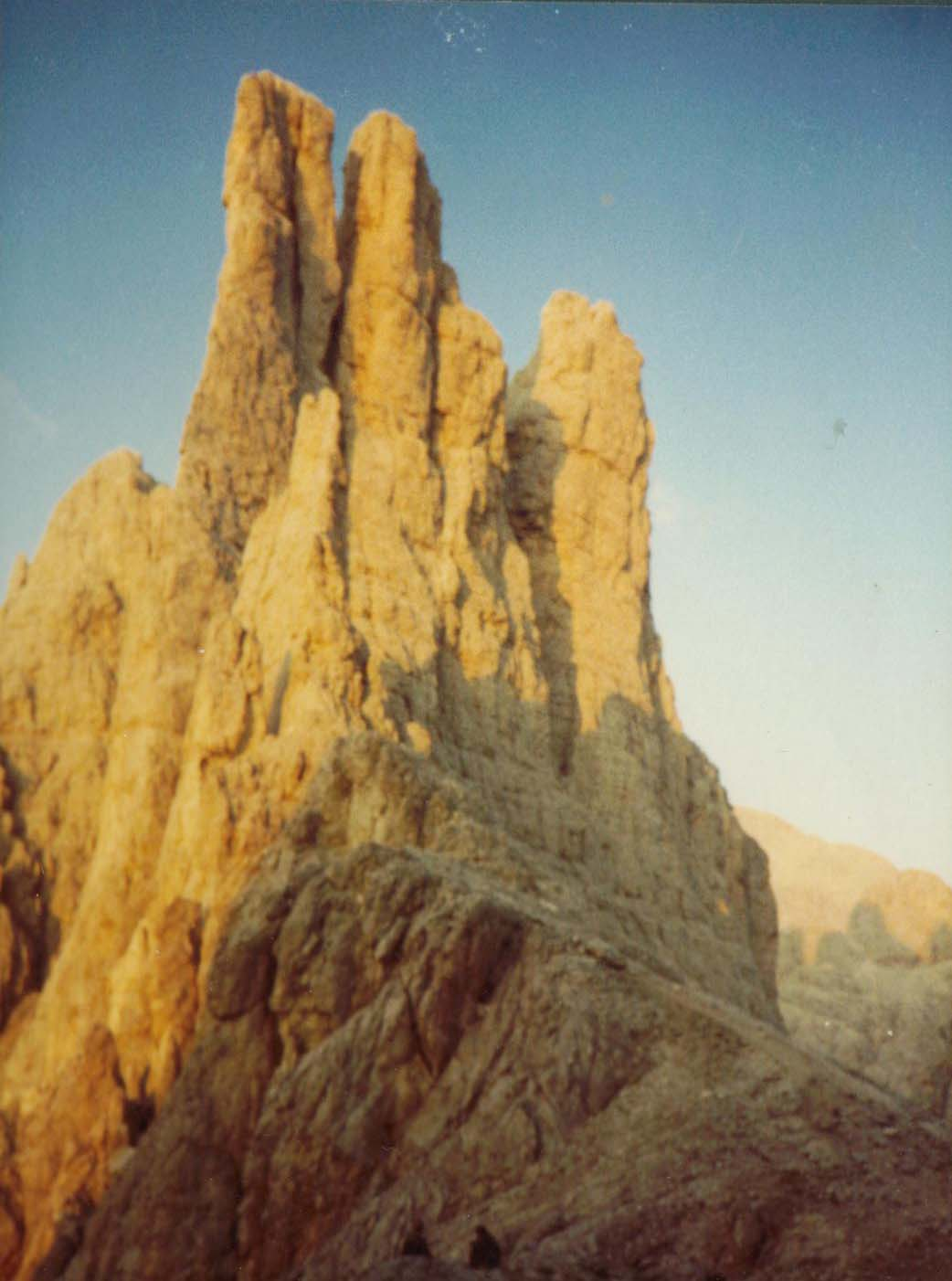
Vajolet Towers ۲٫۷۹۰ متر (ارتفاع برج اصلی: ۱۲۰ متر), تیرول جنوبی،  ایتالیا
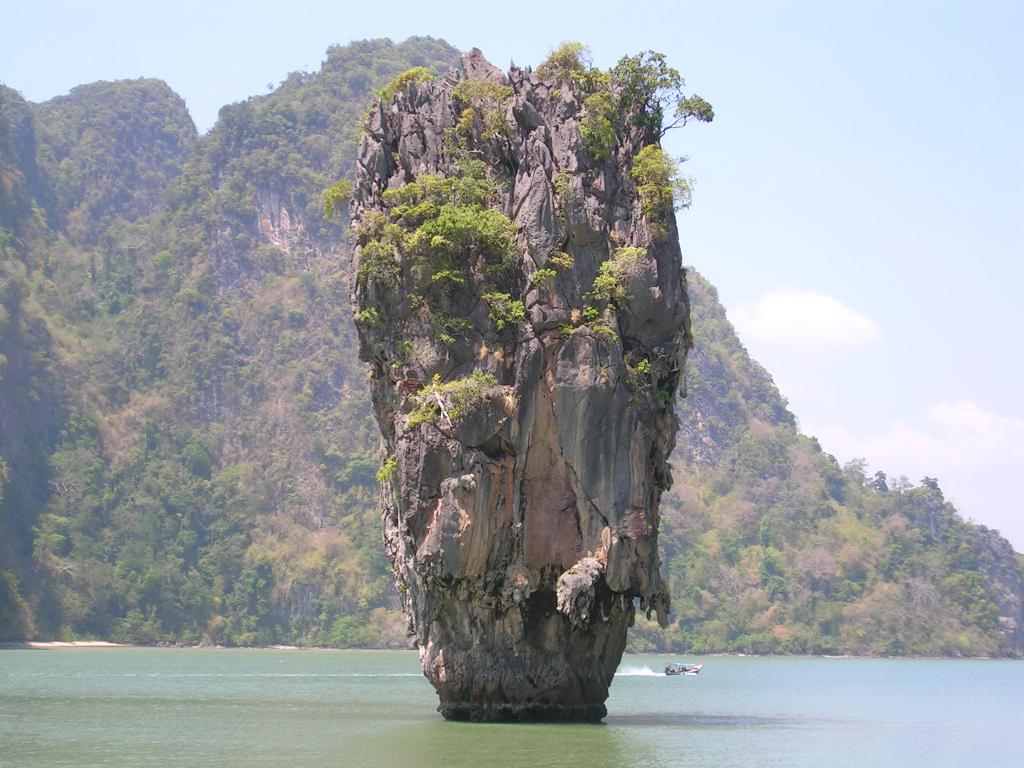
Khao Ta-Pu (معروف به جیمز باند ) ساحل جزیره Khao Phing Kan, تایلند
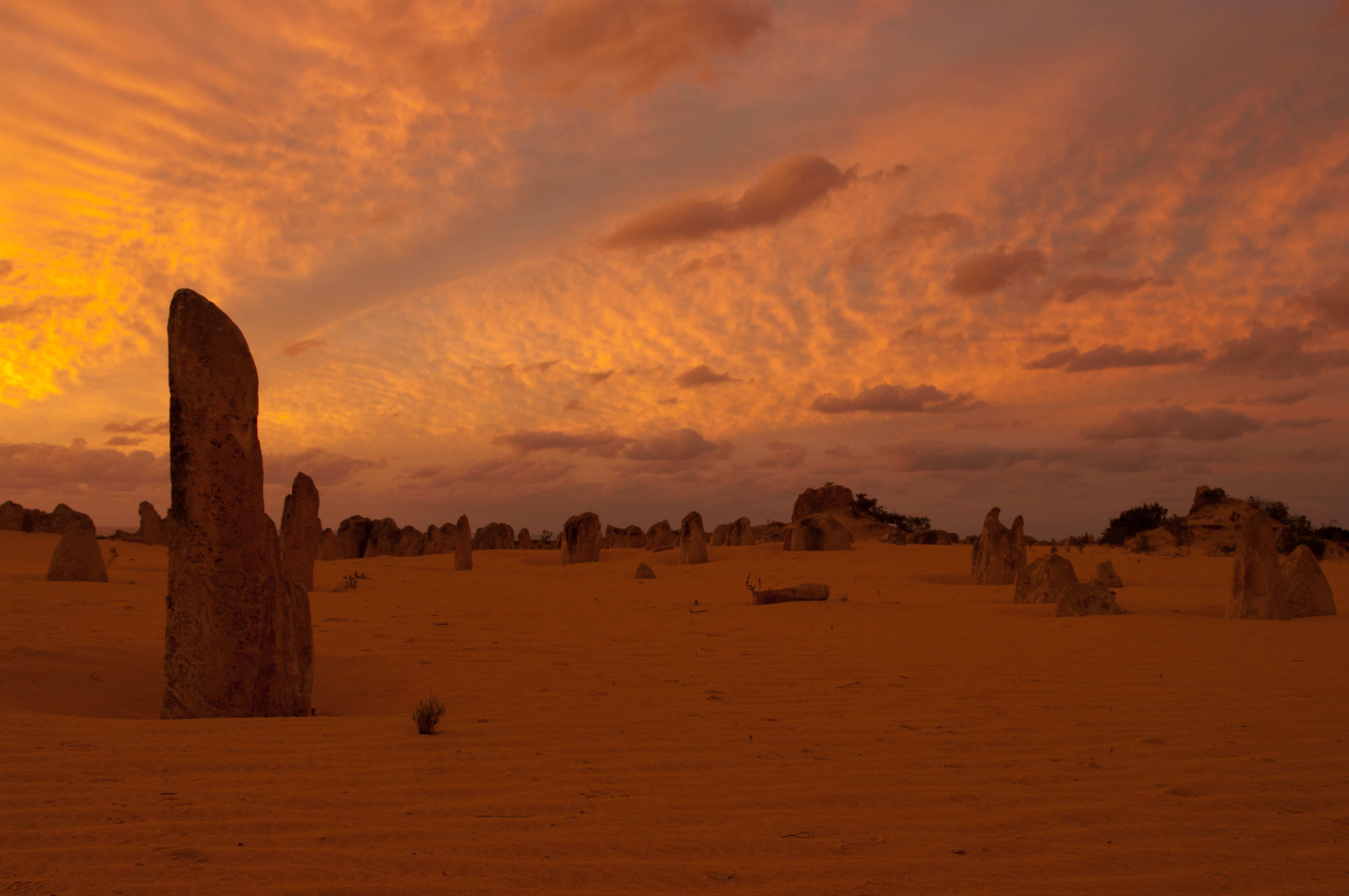
The Pinnacles, Nambung National Park, استرالیای غربی
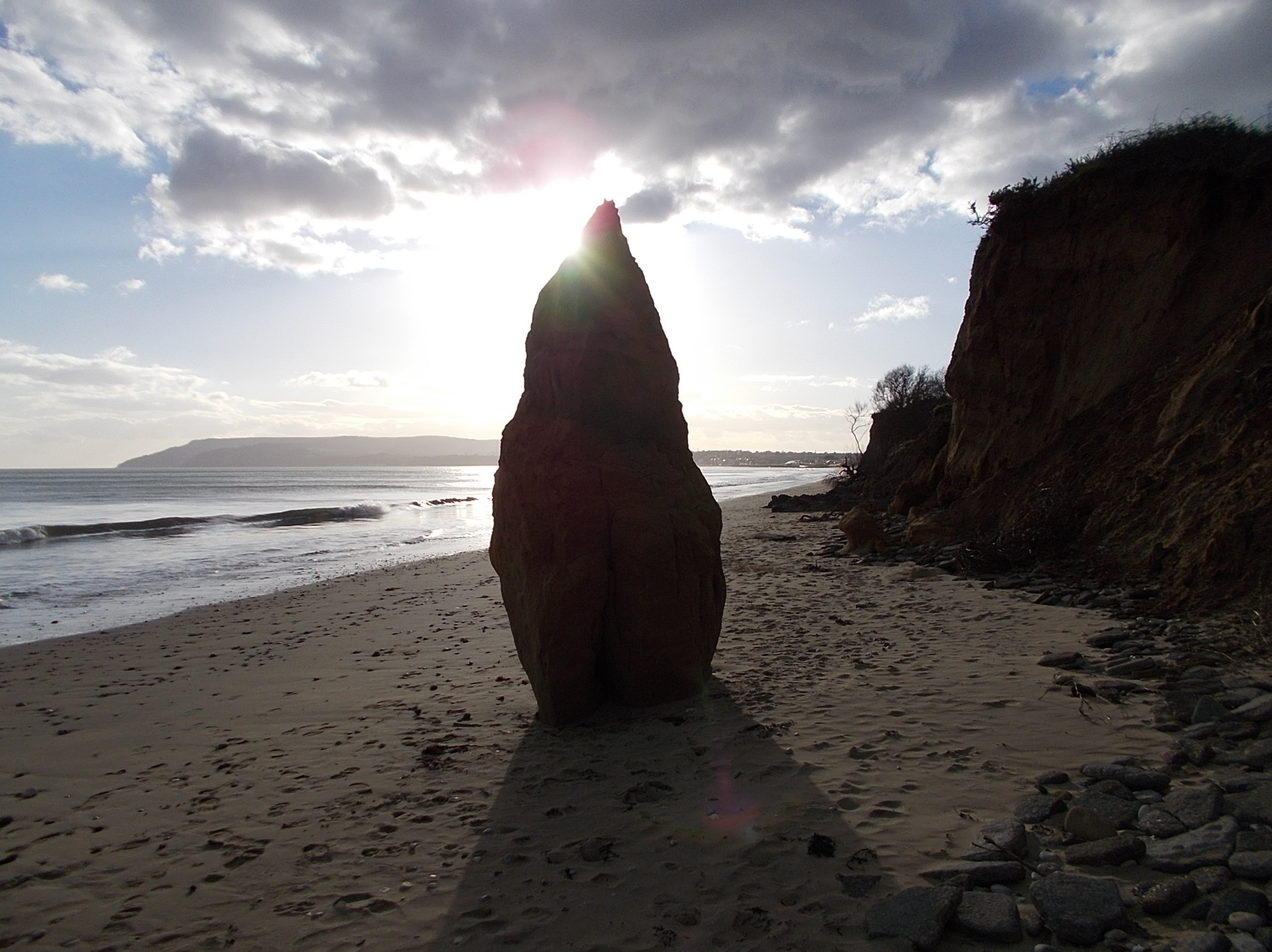
منارک‌های ماسه‌سنگی کوچک در Yaverland, جزیره ویگت، بریتانیا، پدیدآمده در نتیجه فرسایش پرتگاه